# تزویج (الکترونیک)
در الکترونیک و مخابرات، تزویج انتقال انرژی مطلوب یا نامطلوب از یک محیط مانند سیم فلزی یا فیبر نوری به محیط دیگر است.
تزویج همچنین انتقال انرژی الکتریکی از یک قسمت مدار به مدار دیگر است. به عنوان مثال، انرژی از طریق منبع تغذیه به یک بار الکتریکی با استفاده از اتصال رسانشی، که ممکن است مقاومتی یا سیم‌بندی باشد ، منتقل می‌شود. یک پتانسیل AC ممکن است با استفاده از یک خازن از یک بخش مدار به دیگر که دارای پتانسیل DC است، منتقل شود. انرژی الکتریکی ممکن است با استفاده از ترانسفورماتور از یک قسمت مدار به قسمت دیگر با امپدانس متفاوت منتقل شود. این به عنوان تطبیق امپدانس شناخته می‌شود. اینها نمونه‌هایی از تزویج القایی الکترواستاتیک و الکترودینامیکی است.

## انواع
رسانش الکتریکی:
- رسانش سیمی
- رسانش مقاومتی
- رسانای طبیعی

القای الکترومغناطیسی:
- القای الکترودینامیکی - که به آن تزویج القایی، همچنین تزویج مغناطیسی گفته می‌شود.
- القای الکترواستاتیک - که معمولاً تزویج خازنی نامیده می‌شود.
- تزویج موج محوشونده

تابش الکترومغناطیسی:
- امواج رادیویی - مخابرات راه دور بی‌سیم.
- تداخل الکترومغناطیسی (EMI) - که تداخل فرکانس رادیویی (RFI) نامیده می‌شود، تزویجی ناخواسته است. سازگاری الکترومغناطیسی (EMC) به فن‌هایی برای جلوگیری از تزویج ناخواسته مانند حفاظت الکترومغناطیسی نیاز دارد.
- انتقال قدرت مایکروویو

انواع دیگر اتصال انرژی:
- تزویج‌گر آکوستیک